# Daniel
『Daniel』（ダニエル）はMONGOL800のインディーズデビュー後4枚目のアルバムである。2006年8月8日にリリース。
発売元はハイ・ウェーブ内のレーベル、TISSUE FREAK RECORDS。

## 内容
- 前作から約2年半の時を経てリリース。
- ギター担当の儀間崇のソロ曲が5曲収録されているほか、レゲエ、トラディショナルナンバー、バラードと多彩なジャンルの曲が収録されている。

## 収録曲
1. Real Life
2. 煩悩のブルース
PVが製作された。
3. 亀
4. Baby Monster
5. 地球図鑑
6. Hunky-Dory
曲名は、「申し分ない・結構な」という意味のアメリカ英語のスラング。
7. Hokus-o-em
8. ダンスホール
9. 廃墟
10. スコール
11. ストーンハウス
12. face to face
13. Home

and Secret Track 「??」